# Tu quoque-argument
Tu quoque (latin: du också, du med eller även du) eller hyckleriavfärdande är ett argument inom retoriken. Det är ett argumentationsfel som räknas som en typ av personangrepp.

## Argumentet
Resonemanget lyder:
- "Om A utför X och sedan lägger fram argument emot X kan knappast argumenten accepteras som giltiga då A själv utfört X".

Det är ett logiskt fel, eftersom ett arguments giltighet eller styrka knappast påverkas av debattörens förmåga att agera konsekvent och i enlighet med ståndpunkten.
Tanken med att använda detta resonemang är att om A inte vill erkänna fel i sitt agerande, blir resultatet att A får svårt att påstå att agerandet är fel för andra.

## Historisk användning
Ett exempel på tu quoque-argument användes i Nürnbergprocessen, bland annat av storamiral Karl Dönitz, som beordrat sänkning av många civila fartyg med ubåtar. De anklagade nazisterna hävdade att de allierade begått liknande brott som de själva, och i så fall också borde straffas. De allierade ville inte fällas för vad de gjort och därmed kunde inte nazisterna heller straffas, och de skulle därför vara oskyldiga. Detta är exempel på argumentationsfel, då deras brott inte blir mindre brottsliga för att andra också har begått samma brott. Man fick av denna anledning lägga ner anklagelserna på några punkter, men kunde ändå fälla nazisterna för andra brott.
I samband med Watergateaffären 1973, skrev komikern Art Buchwald texten "What about Chappaquiddick?" i Washington Post, där han gick igenom flera av de argument som president Nixons anhängare använde, med hänvisning till att republikanerna tyckte att Chappaquiddickskandalen där senatorn Ted Kennedy körde en bil vid en bilolycka där en kvinna dog var viktigare att diskutera. Senare versioner av texten har använts emot Donald Trumps sympatisörer.